# 镇阳镇
镇阳镇，原为镇阳乡，是中华人民共和国四川省乐山市井研县下辖的一个乡镇级行政单位。2019年12月，撤销镇阳乡和天云乡，设立镇阳镇，以原镇阳乡和原天云乡所属行政区域为镇阳镇的行政区域。

## 行政区划
镇阳镇下辖以下地区：
镇阳街社区、镇阳村、石龙村、云峰村、毛坝场村、凉风村、兴隆村和石牛坝村。